# Emoia cyanura
Espèce
Synonymes
- Scincus cyanurus Lesson, 1826
- Tiliqua lessonii Cocteau, 1836
- Tiliqua kienerii Cocteau, 1836
- Lygosoma arundelii Garman, 1899
- Emoia arundelii (Garman, 1899)
- Lygosoma cyanurum schauinslandi Werner, 1901
- Emoia pheonura Ineich, 1987

Emoia cyanura est une espèce de sauriens de la famille des Scincidae.

## Répartition
Cette espèce se rencontre en Océanie de l'archipel Bismarck à la Polynésie française et des îles Carolines jusqu'à Hawaï. C'est l'unique lézard de l'île de Clipperton.

## Synonyme
Emoia arundeli (Garman, 1899), trouvé sur l'île de Clipperton, est maintenant considéré comme synonyme de Emoia cyanura et ne s'en distingue que par sa couleur plus sombre.

## Publication originale
- Lesson, 1826 : Reptile plates 3 and 4, in Atlas de Zoologie, Voyage autour de monde, exécuté (part.) ordre du Roi, sur la Corvette de sa Majesté, La Coquille, pendant les années 1822-1825. Arthus Bertrand, Paris.